# Philippe De Staercke
Philippe De Staercke (28 augustus 1957) is een Belgische crimineel. In de jaren 80 van de 20ste eeuw viel hij op als leider van de bende van Baasrode. Het is nooit bewezen dat hij ook deel uitmaakte van de Bende van Nijvel, maar tot op heden blijft hij een hoofdverdachte in de zaak rond de beruchte misdaadbende.  Hij is de broer van Julien De Staercke, Robert De Staercke, Bertha De Staercke en Léon De Staercke, die eveneens in opspraak kwamen.

## Biografie

### Beginjaren
Philippe De Staercke groeide op in een Romagezin. Zijn familie trok naar verscheidene rommelmarkten waar ze probeerden om wat prullen te verkopen. Al gauw maakte De Staercke deel uit van het Brusselse misdaadmilieu. In de jaren 70 was hij lid van het vreemdelingenlegioen. Kennissen noemde hem Johnny en hij raakte snel bekend als de broer van de bekende misdadiger Léon De Staercke. Léon werd in de jaren 80 berucht omwille van enkele zware diefstallen en kreeg de bijnaam Le Petit Léon (de kleine Léon). Philippe kwam pas in de jaren 80 op het voorplan. Hij had financiële belangen in enkele nachtclubs, zoals Sleepy Lagoon. Deze privéclubs waren een thuishaven voor verscheidene misdadigers, corrupte zakenmannen en politici.
Naast een aandeel in nachtclubs handelde De Staercke ook in drugs. In Brussel waren er straten waarvan de drugdistributie volledig in handen van Johnny De Staercke was, bijvoorbeeld de Charleroisesteenweg die uitkomt op de Louizalaan, de plaats waar onder meer gangster Patrick Haemers een nachtclub uitbaatte in dienst van z'n vader Achille Haemers. Patrick Haemers ging zichzelf ook regelmatig bevoorraden op de Charleroisesteenweg, tot grote ergernis van zijn broer Eric Haemers. In 1981 kwam het tot een bijna dodelijke confrontatie tussen De Staercke en Eric Haemers. Die laatste kon niet meer aanzien hoe zijn broer Patrick zich verwaarloosde met de drugs van De Staercke. Eric reed dan ook naar de snackbar waar Patrick z'n drugs kocht en schoot er de ramen stuk. De Staercke reageerde furieus en bood mensen geld aan om Eric te vermoorden. Zo ver kwam het niet. De twee mannen kwamen na de tussenkomst van een bemiddelaar samen en besloten de strijdbijl te begraven.

### Ontsnapping
Begin jaren 80 pleegde De Staercke ook enkele overvallen en zware diefstallen. Op 8 december 1982 werd hij in Antwerpen schuldig bevonden aan diefstal. Hij ging de gevangenis in en op 16 december 1983 kon hij ontsnappen. Er was die dag een staking van de bewakers en dus werd het bewaken van de cellen in de gevangenis overgenomen door tien mannen van de toen nog bestaande Rijkswacht. Dit leek een van de gedetineerden een uitgelezen moment om een gat in de muur te maken. Rond kwart voor 8 's avonds ontsnapten 39 gedetineerden uit de gevangenis van Doornik. Een van hen was Philippe De Staercke. De ontsnapping werd al gauw de ontsnapping van de eeuw genoemd. Er werd een grote zoekactie georganiseerd, maar De Staercke werd niet teruggevonden. Hij was ondertussen al tot in Brussel geraakt. Via zijn vriend Léopold Van Esbroeck vond hij uiteindelijk een schuilplaats. Pas zo'n zes maanden later werd De Staercke opnieuw gearresteerd. Hij vloog terug de gevangenis in en zat de rest van z'n straf uit. Op 13 maart 1985 kreeg hij echter penitentiair verlof. De Staercke verliet de gevangenis en kwam niet meer terug. Ditmaal probeerde hij langer dan zes maanden uit de handen van de politie te blijven en dus richtte hij een nieuwe bende op.

### Bende van Baasrode
De bende was uitgerust met zware wapens en de gangsters hanteerden een militaire aanpak. Naast de broers De Staercke bestond de misdaadbende uit onder meer Léopold Van Esbroeck, Apostolos Papadopoulos en Dominique Salesse. Dit groepje misdadigers werd bekend als de bende van Baasrode. Als echte militairen gingen ze te werk tijdens hun verscheidene diefstallen en overvallen op geldtransporten. Philippe De Staercke was de leider en Dominique Salesse werd gezien als het brein achter de bende. Tijdens de overvallen werd De Staercke omschreven als een knettergek iemand. Verder was er ook de opmerkelijke samenwerking met gevangenisdirecteur Jean Bultot, die de bende meermaals aan het werk zette.
Ze werden ook al gauw vergeleken met de Bende van Nijvel. Zeker na het laatste wapenfeit van de bende, in 1985 in Aalst. Het was de laatste, maar ook de bloedigste overval op een Delhaize-warenhuis van de onbekende bende. Tijdens het onderzoek tastte de politie in het duister, tot bleek dat Philippe De Staercke op de dag van de overval aanwezig was in de Delhaize van Aalst. Tot op heden bestaat er geen duidelijkheid omtrent de rol van De Staercke. Sommigen denken dat hij op verkenning was, anderen denken dat hij op verkenning was én later ook deelnam aan de gewelddadige overval. Hoewel De Staercke nooit officieel voor de feiten rond de Bende van Nijvel is veroordeeld, blijft hij in de hoofden van velen (onderzoekers, media en andere betrokkenen) hoofdverdachte nummer 1.
Op 6 maart 1986 werd De Staercke door het parket van Dendermonde gearresteerd. Hij werd verdacht lid te zijn van de bende van Baasrode en verdacht deel uit te maken van de Bende van Nijvel. Andere leden van de bende van Baasrode waren reeds opgepakt, maar de arrestatie van Johnny was het echte einde van de bende.

### Proces
Op 15 juni 1987 startte het proces rond De Staercke en zijn collega's. De Staercke werd veroordeeld tot 20 jaar, evenals Léopold Van Esbroeck, Dominique Salesse en Apostolos Papadopoulos. Andere figuren zoals Alain Moussa en Léon De Staercke kregen een lichtere straf. Ook gewezen gevangenisdirecteur Jean Bultot kreeg een straf. Voor de feiten in de zaak van de Bende van Nijvel werd De Staercke niet veroordeeld.
Van Esbroeck hield vol dat toenmalig gevangenisdirecteur Jean Bultot in januari 1985 in het milieu op zoek was naar professionals voor wat hij 'schijnaanslagen' noemde: veel mensen doodschieten en weinig buit mee grissen.
Op 12 juli 2001 werd Philippe De Staercke vervroegd vrijgelaten.
Eind 2021 beweerde zijn oude kompaan Alain Moussa dat De Staercke en Salesse achter de Bende van Nijvel zaten. Hij werd opgepakt voor verhoor door de politie en snel daarna weer vrijgelaten. Het is onduidelijk of hij nieuwe informatie aangebracht had. Eind maart 2023 overleed Moussa thuis in Asse.